# Кондратьев, Владимир Александрович
Владимир Александрович Кондра́тьев (2 июля 1935, Самара — 11 марта 2010, Москва) — советский и российский математик, доктор физико-математических наук (1965), профессор (1970). Заслуженный профессор МГУ (2002).

## Биография
Родился в семье профессора механики Куйбышевского индустриального института Александра Сергеевича Кондратьева. Мать, Евгения Васильевна, преподавала математику в средней школе, она обнаружила у сына математические способности. 
В 1952 году окончил школу № 6 города Куйбышева с золотой медалью, затем механико-математический факультет МГУ (1957) и аспирантуру там же с защитой кандидатской диссертации «О нулях решений линейных дифференциальных уравнений порядка выше второго» (1960). Ученик С. А. Гальперна.
Работал на кафедре дифференциальных уравнений механико-математического факультета МГУ им. М. В. Ломоносова c 1961 года, в должности профессора — c 1970 года. В 1965 году защитил докторскую диссертацию «Краевые задачи для эллиптических и параболических уравнений с особенностями на границе».
В 1968 году подписал «письмо 99» на имя министра здравоохранения СССР и генерального прокурора СССР в защиту насильственно помещённого в московскую психиатрическую больницу № 5 математика А. С. Есенина-Вольпина.

## Научные интересы
В. А. Кондратьев — крупный специалист в теории дифференциальных уравнений (как обыкновенных, так и с частными производными), а также в области спектральной теории и нелинейного анализа.
Среди его учеников насчитывается 35 кандидатов и 6 докторов наук, им написано более двухсот научных работ, в том числе несколько монографий.